# Йован Терзиев
Йован (Иван) Кръстев Терзиев е български революционер, деец на Вътрешната македоно-одринска революционна организация.

## Биография
Терзиев е роден в 1875 година в дебърското мияшко село Тресонче. Включва се във ВМОРО като куриер в Кичевско, Галичко и Реканско. В 1901 година е привлечен от Никола Кокалевски и Кръстьо Алексов за чета, която да навлезе в родното им Дебърско. През пролетта на 1902 година четата пристига в София. Срещат се с водача на ВМОК генерал Цончев и с върховистките войводи Максим Ненов и Павел Караасанов, които им обясняват, че централитите не дават канал за вътрешността като Ненов им предлага да се присъединят към неговата чета. Централисткият водач Делчев ги съветва да не бързат да навлизат в Македония. Повечето от четниците остават в София, а останалите - Павел Караасанов, Иван Терзиев, дедо Миле Керела, Тале Кръстев от Галичник, Христо Йосифов и Кокалевски от Лазарополе и още трима тръгват за вътрешността по канал на Делчев. За войвода е определен Караасанов, а за секретар Делчев им праща Никола Пешков. Четата от 10 души тръгва на 11 април от София и на 12 април пристига с влака във Враня, където трябва да ги посрещне куриера Тале от Прилеп, минаваш за търговец на въжета. Тале обаче случайно разкрива преминаването на четата и във Враня те са арестувани и бити от сръбските власти. Върнати са в Ниш, затворени в затвора и отново бити с камшици. От Ниш са откарани в Белград, където отново са измъчвани. Василко Георгиев Кокалевски от Лазарополе ходатайства пред Вътрешното министерство и след три дена четата е върната в България.
Терзиев заедно с Караасанов и Кокалевски заминава към края на април 1902 година за Пловдив, където с помощта на Михаил Томовски от Галичник си вадят османски паспорти с фалшиви имена На 1 май минават границата при Батак и през Старчища заминават за Кичевско, където се присъединяват към четата на Янаки Янев. С четата на Янев се сражава при Извор, Кичевско, и на други места.
Терзиев става главен куриер в Кичевско-галичко-реканския революционен район. През есента на 1904 година по време на инспекция на Даме Груев, настанил се в Селце с другарите си, Терзиев, охрана на Груев, е предаден от Зоге Мавровеца на властите. Подложен е на зверски мъчения, за да покаже, къде е настанена четата, но не издава нищо - извадени са му очите и му е счупена едната ръка.
На 5 април 1943 година, вдовицата му Дукада, родена в Гари и жителка на Скопие, подава молба за българска народна пенсия, която е одобрена и отпусната от Министерския съвет на Царство България.